# Hàm Chính
Hàm Chính là một xã thuộc huyện Hàm Thuận Bắc, tỉnh Bình Thuận, Việt Nam.
Xã Hàm Chính có diện tích 49,81 km², dân số năm 1999 là 11.721 người, mật độ dân số đạt 235 người/km².